# Heilig Kreuz (Weiler)

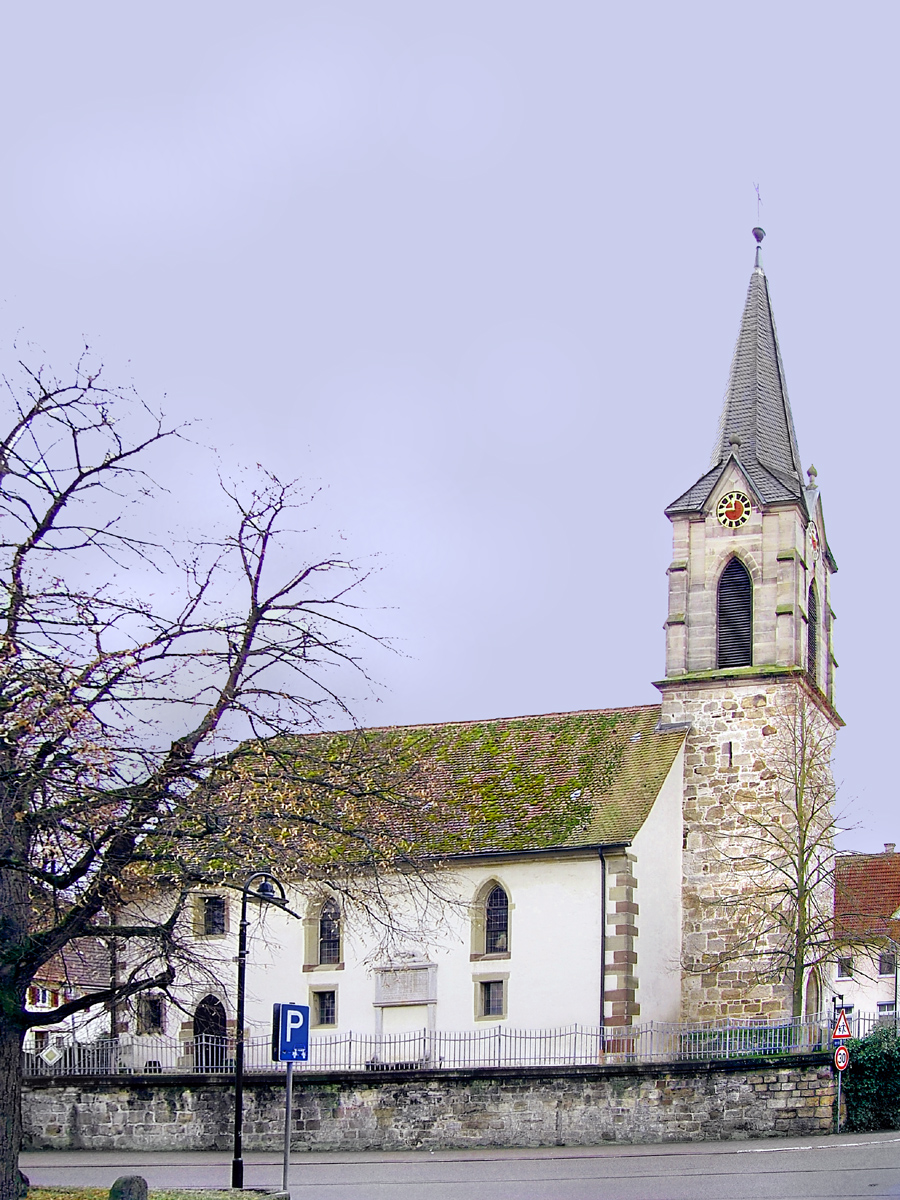
Heilig Kreuz in Weiler

Die Kirche Heilig Kreuz steht in Weiler, einem Stadtteil von Schorndorf im Rems-Murr-Kreis in Baden-Württemberg. Das Bauwerk ist beim Landesamt für Denkmalpflege Baden-Württemberg als Baudenkmal eingetragen. Die Kirchengemeinde gehört zum Kirchenbezirk Schorndorf der Evangelischen Landeskirche in Württemberg.

## Beschreibung

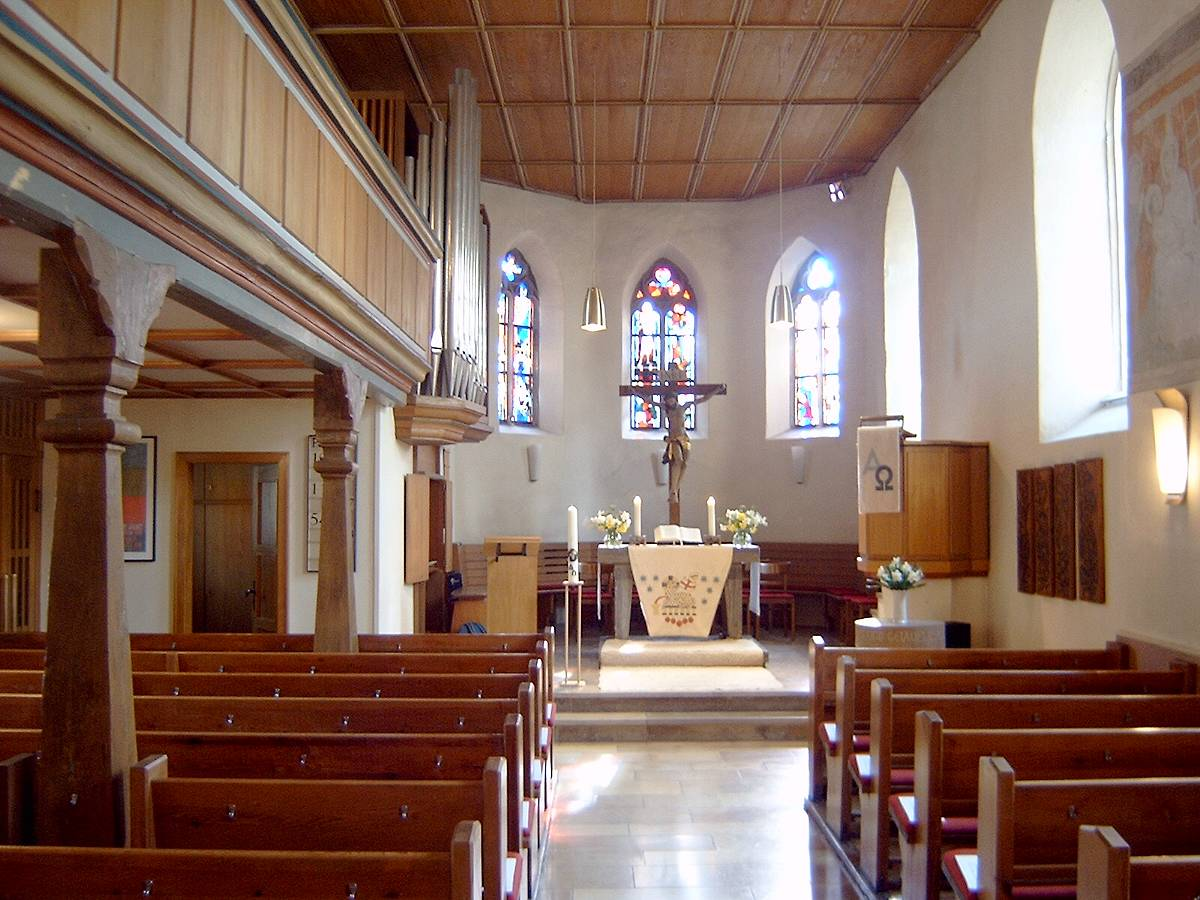
Blick zum Chor

Bereits 1359 wurde erstmals eine Kapelle urkundlich erwähnt. Die heutige Saalkirche besteht aus einem im Osten dreiseitig geschlossenen Langhaus und einem Kirchturm im Westen. 1742 wurde das Langhaus nach Norden verbreitert und eine Empore für die Männer eingebaut. Der Kirchturm, dessen untere Geschosse aus Feldsteinen bestehen, wurde 1879 mit einem neugotischen Geschoss aus Quadermauerwerk aufgestockt und mit einem achtseitigen, schiefergedeckten Knickhelm bedeckt. Im Giebel wurden die Zifferblätter der Turmuhr untergebracht. Im Glockenstuhl darunter hängen vier Kirchenglocken mit den Tönen e″ d″ h′ a′, von denen eine historische aus dem 19. Jahrhundert von zwei Glocken der Firma Otto aus Bremen und einer Glocke der Gießerei Bachert aus Heilbronn ergänzt wird.